# John Huston
John Marcellus Huston (/ˈhjuːstən/; sinh ngày 5 tháng 8 năm 1906 – mất ngày 28 tháng 8 năm 1987) là nam diễn viên, biên kịch, đạo diễn người Mỹ. Những phim tiêu biểu của John có thể kể đến như: The Maltese Falcon (1941), The Treasure of the Sierra Madre (1948), The Asphalt Jungle (1950), The African Queen (1951), The Misfits (1961), Fat City (1972) and The Man Who Would Be King (1975). Trong sự nghiệp 46 năm làm phim của mình, ông đã thắng 2 trên 15 đề cử giải Oscar.

## Thời thơ ấu
John Huston sinh tại Nevada, bang Missouri. Ông là con một của bà Rhea (nhũ danh: Gore) và nam diễn viên Walter Huston.